# غوستاف كولسن
غوستاف كولسن (بالإنجليزية: Gustavus Hamilton Blenkinsopp Coulson)‏ هو عسكري جنوب أفريقي، ولد في 1 أبريل 1879 في ويمبلدون في المملكة المتحدة، وتوفي في 18 مايو 1901 في دولة البرتقال الحرة.